# Ecnomus addi
Ecnomus addi är en nattsländeart som beskrevs av Malicky 1993. Ecnomus addi ingår i släktet Ecnomus och familjen trattnattsländor. Inga underarter finns listade i Catalogue of Life.